# 세인고등학교 (울산)
세인고등학교(世人高等學校)는 울산광역시 울주군에 있었던 사립 고등학교이다.

## 학교 연혁
- 1988년 5월 18일 : 초대 이사장 채일식 선생 취임
- 1988년 5월 18일 : 태화고등학교 설립인가
- 1989년 12월 27일 : 홍명고등학교 교명 변경
- 1990년 1월 15일 : 초대 이병직 교장 취임
- 1990년 3월 7일 : 제1회 입학식 거행(416명)
- 1999년 10월 31일 : 다목적 강당(실내체육관) 1동 준공
- 2004년 3월 1일 : 학칙 변경(총 24학급)
- 2006년 8월 15일 : 별관 강당 준공
- 2007년 12월 13일 : 솔빛 도서관 개관
- 2015년 7월 9일 : 류명수 이사장 취임
- 2015년 10월 2일 : 학교법인 울산학원 명칭 변경
- 2016년 3월 1일 : 울산세인고등학교 교명변경
- 2019년 9월 1일 : 제11대 김태중 교장 취임
- 2020년 3월 1일 : 세인고등학교 이전 (구 웅촌초등학교 검단분교 자리 임차)
- 2021년 2월 5일 : 제27회 졸업식(총 졸업생 수 8,441명)
- 2022년 2월 28일 : 폐교[1]

## 참고 자료
- 세인고등학교 - 한국교육학술정보원 학교알리미